# Avellaneda (Santa Fe)
Avellaneda è una città dell'Argentina, nella provincia di Santa Fe, situata nel Dipartimento di General Obligado, che conta 23 077 abitanti. Forma con la vicina città di Reconquista un unico agglomerato urbano.

## Geografia fisica
Avellaneda sorge nella parte nord-est della provincia santafesina, sulla riva sinistra del torrente El Rey, affluente del Paraná. L'ambiente circostante è in prevalenza pianeggiante, con pochi rilievi situati in prossimità dei corsi d'acqua.
Il torrente El Rey separa la cittadina dalla vicina Reconquista, posta sulla riva opposta. Avellaneda è situata a 330 km a nord dal capoluogo provinciale Santa Fe.
Il clima è subtropicale, con una consistente umidità. La media della temperature in un anno è 20,5 °C.

## Storia
La cittadina fu fondata nel 1879: il 18 gennaio di quell'anno arrivarono delle famiglie, provenienti dal Friuli-Venezia Giulia e dalla Provincia di Trento, che di fatto fondarono la città. I motivi del flusso d'immigrazione sono da ricercare nella Ley 817 de Inmigración de Colonización, che offriva condizioni vantaggiose per chi, arrivando dall'estero, si stabiliva a vivere entro i confini argentini. Il primo conglomerato di case fu edificato sulla riva sinistra del torrente El Rey. Nell'agosto 1879 i cittadini ricevettero la visita di Manuel Obligado, che propose di intitolare il centro abitato al presidente argentino Nicolás Avellaneda.

## Società

### Popolazione
La popolazione è concentrata prevalentemente nella zona urbana, che costituisce la parte minore del territorio di Avellaneda, in maggioranza rurale. Dal 1991 al 2001 si è registrato un aumento della popolazione di circa 4 000 unità; il numero degli uomini supera quello delle donne nel settore urbano, mentre nella zona rurale accade il contrario.

## Infrastrutture e trasporti
Il centro di Avellaneda è attraversato dalla strada nazionale 11 che la unisce a Santa Fe e a Resistencia.